# Feira das Colheitas
A Feira das Colheitas, em Arouca, é um  evento anual que se realiza em Arouca.
Foi idealizado e fundado por António de Almeida Brandão no ano de 1944 (na altura em que era gerente do Grémio da Lavoura de Arouca e presidente da Câmara Municipal de Arouca), organizado e fomentado pela iniciativa estrutural de António de Almeida Brandão  a partir do Grémio da Lavoura de Arouca (do qual António de Almeida Brandão, alguns anos mais tarde, também foi seu presidente) e que se tornou as festas oficiais do município de Arouca, concelho da Área Metropolitana do Porto e da Região do Norte, sendo, de modo concomitante, uma feira das actividades económicas de todo o município, que se realiza, todos os anos, na última semana do mês de Setembro, na vila de Arouca, Área Metropolitana do Porto, onde acorrem, nessa altura, muitos visitantes oriundos de várias partes do país e do estrangeiro, bem como os arouquenses e seus descendentes, dispersos pelas várias localidades do país, bem como os imigrantes arouquenses e seus descendentes, espalhados pelo Mundo.

Freguesias do concelho de Arouca.

Começou por ser uma feira e festa dos lavradores do concelho de Arouca, com vários concursos agrícolas, organizada e fomentada pela iniciativa estrutural de António de Almeida Brandão a partir do Grémio da Lavoura de Arouca e, mais tarde, a partir da Cooperativa Agrícola de Arouca, algumas vezes associada às festas do concelho, com o apoio da Câmara Municipal de Arouca, mas, gradualmente, tornou-se as festas oficiais do município de Arouca, que funciona como uma montra da sua identidade autóctone, passada e presente, organizadas pela Câmara Municipal de Arouca, com a colaboração da Cooperativa Agrícola de Arouca e de várias instituições, associações e entidades locais, durante vários dias, no fim do mês de Setembro, com concertos musicais, danças tradicionais, vários tipos de concursos (dos quais se destacam o Concurso Nacional de Raça Bovina Arouquesa,  o Concurso «O Vinho Verde de Arouca» e o Concurso «A Melhor Broa Caseira» ), vários tipos de exposições e sessões de fogo de artifício, numa altura em que o comércio local é, fortemente, incrementado e promovido, bem como a gastronomia arouquense , da qual se destacam os pratos gastronómicos de carne arouquesa e a doçaria de Arouca.
No seu género, a Feira das Colheitas foi a primeira que surgiu no país, anterior à Feira do Ribatejo, hoje Feira Nacional da Agricultura, cujo aparecimento se verificou em 1953, ou seja, nove anos mais tarde. Trata-se, na contemporaneidade, do evento socioeconómico mais importante e com maior impacto do concelho de Arouca, município da Área Metropolitana do Porto, situado na Bacia Hidrográfica do Rio Douro, Douro Litoral, para onde se direcciona o rio Arda a partir do vale de Arouca, na Região do Norte (Portugal), onde tem a sua verdadeira identidade autóctone, a sudeste do Porto, a cerca de 20Km, fazendo fronteira com Gondomar, município do Grande Porto.

## História da origem e do desenvolvimento da Feira das Colheitas, descrita pelo seu fundador:António de Almeida Brandão
"   Corria o ano de 1944 e estávamos em plena guerra mundial – a Segunda Grande Guerra.
O nosso País mantinha-se neutral mas, apesar disso e sob múltiplos aspectos, teve de suportar as terríveis consequências do conflito. Dum modo especial, no que se referia ao abastecimento de géneros alimentícios e carburantes, além de muitos outros produtos, Portugal viu-se forçado a sofrer grandes privações e os preços exorbitantes do mercado negro. E a situação manteve-se sempre grave, tanto nos grandes centros como nas próprias aldeias, onde faltava o pão, alimento essencial ao trabalhador do campo.
Então, os Grémios da Lavoura e as próprias Câmaras foram chamados a colaborar na regularização dos abastecimentos, sendo criadas, junto destas, comissões especiais encarregadas de proverem à distribuição de géneros às populações rurais. O milho e os outros cereais panificáveis escasseavam também, mercê dum açambarcamento desenfreado, que, por toda a parte, se fazia.
Foi considerando esta dramática situação e as funestas consequências dela derivadas, que o Grémio da Lavoura de Arouca resolveu adoptar uma medida altamente simpática, destinada, por um lado, a atenuar a crise, e, pelo outro, a promover uma benéfica acção de fomento, que se impunha realizar.
Tornava-se imperioso estimular a produção de todos os cereais, sobretudo do milho, que é o de maior consumo na região e, para tanto, o Organismo resolveu realizar diversos concursos, entre os lavradores seus associados, tendo em mira, todos eles, conseguir um aumento substancial das produções.
Adoptada tal medida, que logo teve o apoio e auxílio financeiro da Câmara e doutras entidades, foi elaborado um plano de acção e estabelecido o respectivo programa, do qual constavam o número e a natureza dos concursos a realizar, montante dos prémios a distribuir, que eram numerosos e de valor elevado, como convinha, sobretudo para a cultura do milho, pois era esta que mais se pretendia estimular.
Os concursos da MELHOR SEARA – de milho, cevada e trigo – da MELHOR FRUTA, da MELHOR ADEGA e do MELHOR LINHO, foram o fundamento justificativo da criação da FEIRA DAS COLHEITAS, pois assim passou a designar-se o certame, no qual foi integrado também o CONCURSO DA RAÇA BOVINA AROUQUESA, já criada no concelho.
Estes concursos, sobretudo o da Melhor Seara, despertaram um interesse enorme entre os lavradores e salutar emulação, que logo se previu viria a conduzir ao almejado fim – o aumento das produções. Eles, os lavradores, passaram a visitar os campos inscritos, comentavam os resultados das classificações, faziam propósitos para o ano seguinte, assim se vislumbrando um aperfeiçoamento da técnica e mais cuidado nas adubações, de tal modo notáveis que, com o andar dos anos, a lavoura da região, mercê destas e doutras medidas, se elevou a um alto grau de progresso. E tão notável ele foi que, sendo o concelho deficitário na produção de milho – a Câmara mantinha permanentemente aberto um celeiro de milho de fora, ou seja do Ultramar, – alguns anos mais tarde passou a exportar centenas de carros daquele cereal, os quais chegaram a passar dos mil.
Todos os prémios atribuídos aos lavradores, contemplados nos diversos concursos, foram-lhes entregues, como hoje ainda são, numa sessão solene realizada no último dia da festa, para a qual eram convidadas diversas entidades oficiais e a que nunca faltou o Delegado da Direcção-Geral dos Serviços Agrícolas, que conferiu, ao Grémio da Lavoura, um expressivo voto de louvor, pelo êxito do certame e iniciativa por ele tomada.
Ao mesmo tempo que isto se fez e faz ainda agora, o Organismo promoveu também uma Exposição Agrícola e do Artesanato, que despertou invulgar interesse, na qual colaboraram os lavradores e, sobretudo, as donas de casa, da melhor boa vontade. Apesar de limitada a um campo restrito, neste primeiro ano, a Exposição foi muito visitada e serviu de ponto de partida para outras mais grandiosas, realizadas em anos subsequentes, às quais se viriam associar diversos organismos do Estado, como a Junta Nacional das Frutas, Junta da Colonização Interna, Direcção-Geral dos Serviços Florestais e Aquícolas, Junta Nacional dos Resinosos, Direcção-Geral dos Serviços Agrícolas e outros.
Por outro lado, concomitantemente com este programa, que se pode considerar de fomento, o Grémio da Lavoura pensou realizar um outro, que se destinaria a fazer ressurgir as antigas tradições populares, assentes no puro regionalismo, quase desaparecidas ou em desuso, desde há longos anos. As típicas e tão alegres manifestações festivas, que caracterizavam tantas das mais sugestivas actividades da aldeia, como as desfoIhadas, as ceifas, os linhares, as espadeladas e semelhantes, estavam esquecidas. Já se não cantavam nem dançavam ao som da viola, as lindas modas do cancioneiro popular, que tanta graça e beleza imprimiram ao meio rural, mais pobre com essa ausência.
Quer isto dizer que se impunha fazer ressurgir o verdadeiro folclore, tão rico e tão variado de cambiantes regionais, e este desiderato alcançou-o também a Feira das Colheitas.
Santa Eulália, Chave, Rôssas, Moldes e Canelas foram as freguesias que organizaram os primeiros grupos, cujo inspiração eles auferiram das pessoas idosas da sua terra, conhecedoras dos antigos usos e costumes locais. Ao aparecerem pela primeira vez, num estrado levantado na Vila, esses grupos de rapazes e raparigas, enquadrados pelos mais velhos, nem de longe se podiam comparar aos grandes ranchos que vieram mais tarde, dada a improvisação que os assinalava; mas o certo é que a iniciativa foi celebrada como um acontecimento de extraordinário relevo e a exibição aclamada com estrépido e admiração, até porque era novidade nessa altura.
Os organismos da Feira das Colheitas prestaram ao folclore esse enorme serviço – um altíssimo serviço – fazendo ressurgir, das cinzas do passado, os costumes, as danças, os cantares e o próprio trajo, há muito em desuso. E os futuros ranchos, todos eles, aqui vieram receber o seu baptismo na prática do folclore.
Uma excepção apenas existiu e essa deu-a um pequeno núcleo de gente serrana, vivendo isolada no alto da Freita, lugar do Merujal, onde nunca deixou de se praticar o mais puro e genuíno folclore. Dirigidos pelo velho Joaquim Campas, cantador de nomeada, agora cego e doente, sempre requestado para todas as funções de aldeias de mais fama no seu tempo, ali, no ponto mais alto da Serra da Freita, nunca deixou de se cantar e dançar a primor as lindas modas da região. Os outros, ensaiaram-nas e aprenderam; estes, beberam-nas com o leite materno.
Quando, pela primeira vez, o Rancho do Merujal – este, sim, que foi sempre um verdadeiro rancho, se apresentou na Feira das Colheitas, os homens rudes com o seu fato de burel, coçado de o trazerem a uso, e as mulheres vestidas de saia de serguilha, a cheirar ao ovelhum dos seus rebanhos, mas dançando e cantando a preceito, a surpresa foi enorme e os aplausos irromperam vibrantes, parecendo não mais ter fim.
O Senhor da Pedra, o Malhão, o Verdegar, o Vira da Serra, e tantas outras modas que fizeram a delícia dos nossos avós e ainda apreciamos, sempre tiveram no Rancho do Merujal um intérprete fiel e expressivo, como é raro encontrar-se. Desta maneira, ele foi exemplo e mestre de tantos que com este afamado grupo aprenderam a praticar o folclore.
Estava delineado o programa da Feira das Colheitas, que se realizou a primeira vez, pela forma sumariamente descrita, quanto ao essencial do seu programa, no último domingo do mês de Setembro, dia principal, de 1944.
Em anos futuros, cuidou-se apenas de melhorar e ampliar esse programa, dando nova forma às Exposições, que foram muito enriquecidas em qualidade e variedade de produtos, ajustando as normas dos concursos a novas realidades, imprimindo à festa da rua mais brilho e colorido, sem nunca esquecer que a mesma se há-de basear no regionalismo e ter no folclore o seu cartaz mais gritante. Foi este, sem dúvida, que deu à festa prestígio novo, nome e renome, ao largo e ao longe.
A Feira das Colheitas é a festa das multidões, mostrando-se, a Vila, impotente para a todos albergar. Sem dúvida que as belezas paisagísticas da região e a própria arte contida em seus monumentos, entre os quais se agiganta o velho Convento, também são um chamariz para muitos que aproveitam o ensejo para uma visita à terra. E a Excelsa Rainha Santa Mafalda, em cujo amor tantos procuram alento e coragem para os transes da existência, os convida a virem prostrar-se perante o seu altar, saciando uma fé que vem das profundezas dos séculos.
Com tais e tantos predicados a valorizá-la, a Feira agigantou-se por forma impressionante e, num curto espaço de tempo, não havendo lugar apropriado, como já se disse, para conter o número incontável de forasteiros que a ela acorrem nem, sobretudo, para se fazer a arrumação da quantidade interminável de carros que enchem todas as ruas, largos e quilómetros de estrada.
Nos últimos anos, foram introduzidos, na festa, números de carácter religioso, que a princípio não tinha, entre os quais a bênção dos campos e do gado, assim como um vistoso Cortejo de Açafates, no qual tomam parte centenas de raparigas conduzindo açafates enfeitados, com oferendas para o Hospital que constitui, além do seu fim beneficente, uma esplendorosa demonstração do trajo regional. E tem lugar, na mesma altura, um grandioso e bem provido mercado e feira anual de gado, que muito valorizam o certame, durante os três dias da sua duração.
No ano em curso, por motivos ponderosos, a que não são estranhos os de ordem financeira, efectuou-se a reunião das duas festas numa só, ditas do Concelho e das Colheitas, que as entidades responsáveis, Câmara Municipal e Grémio da Lavoura, resolveram realizar de comum acordo.
Sob a designação de Festas do Concelho e das Colheitas, realizou-se a festa única, englobando o programa das anteriores, sem quebra de prestígio nem do nome de qualquer delas.   "
A.B. (Almeida Brandão), "A Feira das Colheitas: como surgiu e como cresceu", em revista Aveiro e o seu Distrito, nº4, Dezembro de 1967, pp.68-70.